# Batalha de Madagascar
A Batalha de Madagascar (5 de maio a 6 de novembro de 1942) foi uma campanha britânica para capturar a ilha de Madagascar, controlada pelo governo francês de Vichy, durante A Segunda Guerra Mundial. A conquista da ilha pelos britânicos foi para negar o acesso dos portos de Madagascar à Marinha Imperial Japonesa e para evitar a perda ou prejuízo das rotas marítimas aliadas para a Índia, Austrália e Sudeste Asiático. Começou com a Operação Ironclad, a tomada do porto de Diego-Suarez (agora Antsiranana), perto da ponta norte da ilha, em 5 de maio de 1942.
Uma campanha subsequente para proteger toda a ilha, a Operação Stream Line Jane, foi iniciada em 10 de setembro. Os Aliados invadiram o interior da ilha, unindo-se às forças na costa e asseguraram a conquista da ilha no final de outubro. A luta cessou e um armistício foi concedido em 6 de novembro. Esta foi a primeira operação em grande escala dos Aliados combinando forças marítimas, terrestres e aéreas. A ilha foi colocada sob controle da França Livre.